# 现代化

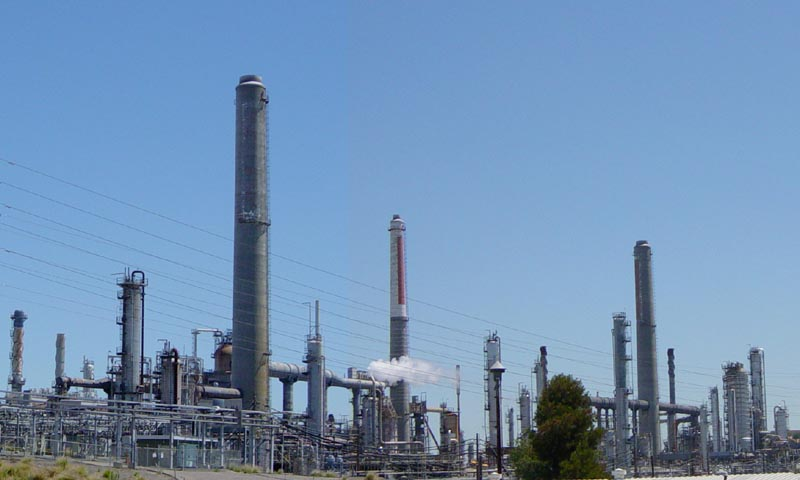
各產業出現精密製造與分門別類的工業化是重要特徵

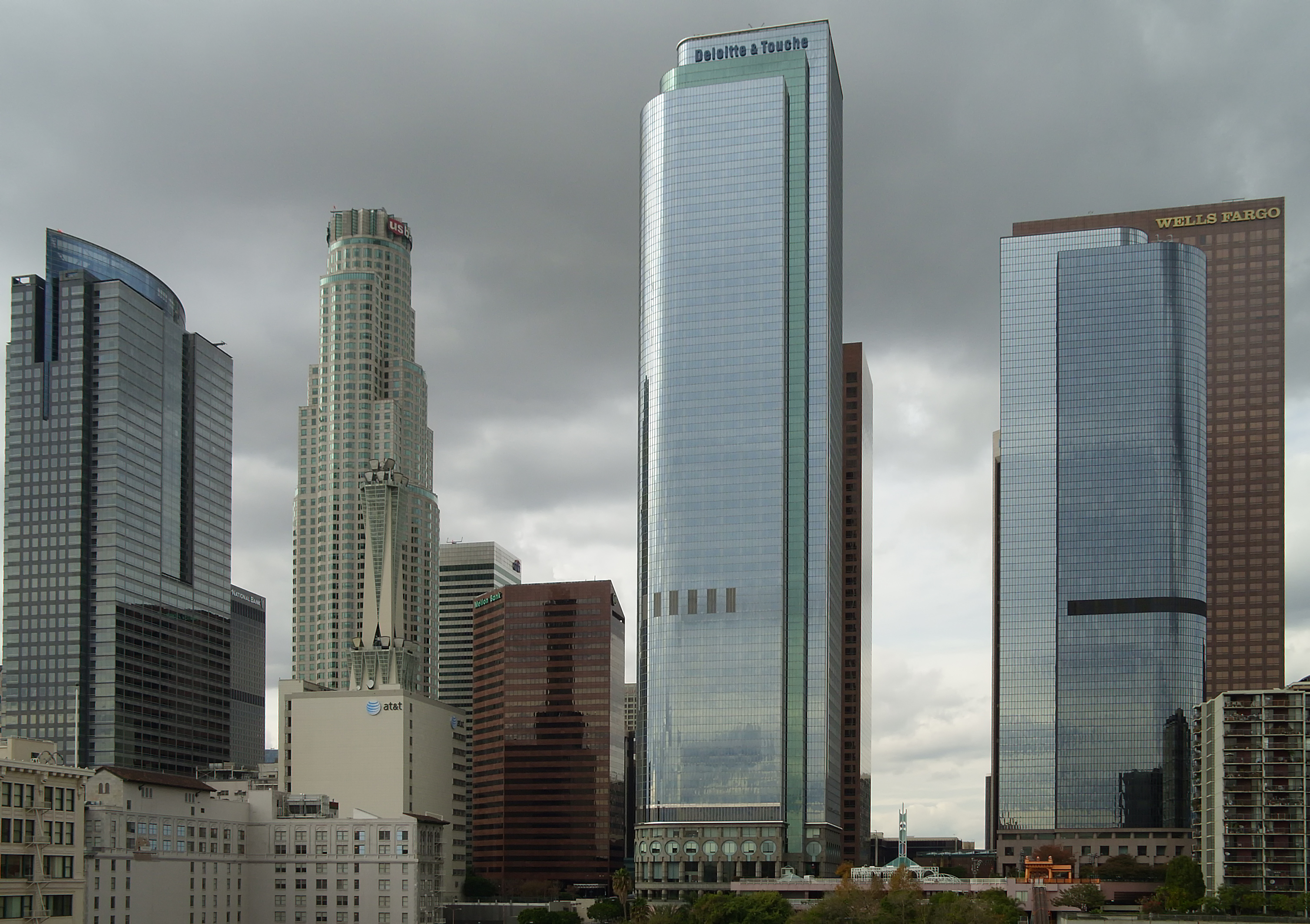
生產力提高支持都市化，帶來了普遍教育的多元公民社會

现代化（英語：Modernization），又譯近代化，該詞常被用来描述现代发生的社会和文化变迁的现象。根据马格纳雷拉（Paul J. Magnarella）的定义，现代化是发展中的社会为了获得发达的工业社会所具有的一些特点，而经历的文化与社会变迁的全球性过程。
从历史上来讲，它主要指近代產業革命以來，隨著科學精神、工業化拓展到全球，世界各國一種向以德法英為主的西歐國家跟斯堪的納維亞半島為主的北歐國家（歐洲）和美加為主的北美國家（北美洲）還有纽澳為主的大洋洲國家等地許多近現代以來形成的價值為目標，寻求新出路的过程，儘管二者並不完全相等，但由於跟西方化的內涵相當接近因此經常被誤認為相同的概念。西方化與現代化仍有許多共通之處，因為西方國家是現代化過程中的先行者，最早经历了巨大的社會轉變與文化融合，而各自的摸索經驗至今仍在持續。一般而言，近代化包括了學術知識上的科學化、法律政治上的民主化、经济上的標準工业化、思想作品多元自由化、生活文化领域的個人化、宗教色彩褪去的世俗化等。

## 內容
通常認為现代化包含以下的社會过程：
1. 技术的发展：物理、化學、科學及技術的長足進步幫助人類對自然和社會生活进行控制，以及深入的了解和學習。
2. 工業的发展：藉助精密的品控規範，分工合作製造零部件，帶動機械化，工藝品、農產品的大量生產得以實現，透過市場經濟進行交換、分配跟消費。
3. 世俗化的發展：因為教育的演進，識字率大幅提升，資訊的傳布容易，讓宗教力量減弱，使理性文化發達。
4. 城市化的發展：人口集中趨勢成為現代社會的特點，法律制度的普及，連帶影響到政治、經濟、文化、居住生活方式等等，特別是移民因為先進交通工具的發展而大量增加等。
5. 政治的發展：現代政治的特點在於大眾參與政治過程，不論是革命也好，還是法西斯、共產政體，或是民主憲政，大眾參與成為現代政治的特徵。

随着现代化的发生，社会文化各个方面都随之发生变化。官僚政治逐渐发展；学习的机会扩大；宗教信仰和传统习俗的影响力减弱；人与人之间的关系发生变化；社會流動增加。现代化的一个方面是技术的大爆炸，它使人类思想以惊人的速度和数量增长并传递开来。不同文化之间的差别在急速缩小，而专业技术领域上的差别却在扩大。
必須特別注意的是這些現代化理論的經典預設，近來受到多方面實證資料、歷史後續發展及理論的挑戰（參見後現代）。

## 學術分析
社會科學界中對現代化的分析，往往有以下假設：
1. 傳統與現代之間有明確界線；
2. 要建立現代社會經濟，必須打破傳統的社會格局、消除舊的文化意識、建立新的社會理念；
3. 傳統力量可能導致現代化的失敗。[2]

## 阻力
二十世紀時，有關現代化的阻力，社會科學界有兩種理論。一種理論認為，新的社會經濟模式，會替代各種傳統信仰，任何社會，包括東方及非洲社會，都會逐步由傳統社會蛻變為現代資本主義模式；主張這種理論的學者可以羅斯托為代表。另一種理論認為，非西方社會的文化模式，會阻礙社會現代化，傳統的文化模式會長期延續，成為現代化無法克服的阻力，即使這些國家表面上成為現代國家，實際上仍處於傳統狀態；主張這種理論的學者可以人類學家克利弗德·紀爾茲為代表。

## 外部連結
- 金耀基：〈中國現代的文明秩序的建構——論中國的「現代化」與「現代性」〉 （页面存档备份，存于）（1997）
- 劉擎：〈現代化論題的重申〉 （页面存档备份，存于）（2012）